# Charles Mathews
Charles Mathews (Londra, 28 giugno 1776 – Plymouth, 28 giugno 1835) è stato un attore teatrale e direttore teatrale inglese, un'importante personalità teatrale, uno tra i comici più significativi del suo tempo, molto apprezzato per la sua mimica geniale e per il suo ingegno.

## Biografia

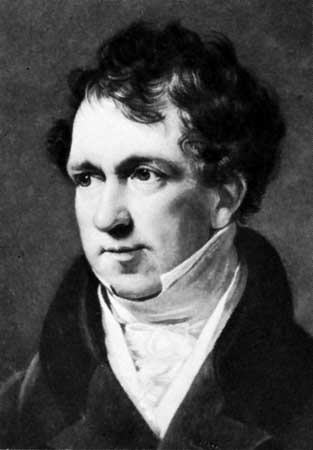
Charles Mathews

Migliaia di sterline, di Charles Mathews

Figlio di un libraio, Charles Mathews è stato educato alla Merchant Taylors School, a Crosby nel Lancashire.
Dopo aver recitato nelle province, principalmente a York, è apparso per la prima volta sul palcoscenico a Dublino nel 1794 e ha debuttato a Londra nel 1803 nel ruolo di Lingo in L'amabile sorpresa (The Agreeable Surprize), del drammaturgo inglese Samuel Foote e all'Haymarket nel ruolo di Jabel nell'Ebreo (Jew) di Richard Cumberland.
Da quel momento, la carriera di Mathews ottenne grandi successi e consensi, durante la quale recitò in quattrocento nuove parti, recitate nei migliori teatri londinesi.
Tra i suoi ruoli più importanti si può menzionare quello di Sir Fretful Plagiary in Il critico (The Critic), del commediografo irlandese Richard Brinsley Sheridan.
La sua prima moglie, Eliza Kirkham Strong, sposata nel 1797, morì nel 1802 e successivamente Charles Mathews sposò l'attrice Anne Jackson, che scrisse le famose e divertenti Memoirs of Charles Mathews (4 vol., 1838-1839).
Nel 1808 Mathews ideò una forma originale di intrattenimento conosciuta come At Homes, comprendente spettacoli personali con canzoni comiche, mimica, narrativa, parodie e imitazioni di personaggi eccentrici, oltre che di personalità politiche e contemporanee. Fu in tali spettacoli che dimostrò la sua versatilità e la sua capacità di trasformista.
Nel 1817 il drammaturgo inglese George Colman il Giovane scrisse L'attore tutto fare (The Actor of All Work) per Mathews, permettendogli di interpretare una serie di personaggi straordinariamente varia. Tra gli sketch che ha ideato per se stesso si ricordano Il signor Mathews e i suoi giorni giovanili (Mr. Mathews and His Youthful Days) e Il viaggio in America (The Trip to America). 
Effettuò tournée di successo negli Stati Uniti d'America nel 1822 e nel 1834.
Già in condizioni di salute non buone, Charles Mathews morì poco dopo il suo ritorno in Inghilterra, a Plymouth il 28 giugno 1835.
Dal 1827 aveva co-diretto il Teatro Adelphi, a Londra, con un collega attore, Frederick Henry Yates.
Anche il figlio di Charles Mathews, Charles James Mathews (1803-1878) fu un attore comico caratterista e un direttore teatrale, che diresse la Royal Opera House dal 1839.